# Berberis sphalera
Berberis sphalera là một loài thực vật có hoa trong họ Hoàng mộc. Loài này được Fedde mô tả khoa học đầu tiên năm 1905.